# Stanisław Grzesiuk
Stanisław Grzesiuk (phát âm tiếng Ba Lan: [staˈɲiswaf ˈɡʐɛɕuk]; sinh ngày 6 tháng 5 năm 1918 tại Małków, Quận Łęczna - mất ngày 21 tháng 1 năm 1963 tại Warsaw) là một nhà văn, nhà thơ, ca sĩ và diễn viên hài người Ba Lan. Ông nổi tiếng là một trong số ít người của công chúng sử dụng và quảng bá phong cách hát và phương ngữ của Warsaw trước chiến tranh khi những thứ này gần như biến mất sau cuộc Khởi nghĩa Warsaw năm 1944.
Stanisław Grzesiuk sinh ngày 6 tháng 5 năm 1918 tại Małków, lân cận Chełm. Khi ông còn bé, gia đình ông chuyển đến khu Czerniaków của Warsaw, đây là một nơi có văn hóa khác biệt với dân cư chủ yếu là công nhân nhà máy và những người lao động nghèo khác. Sau khi tốt nghiệp một trường thương mại tại địa phương, Stanisław Grzesiuk làm thợ điện cho nhiều doanh nghiệp khác nhau. Khi Chiến tranh thế giới thứ hai bùng nổ, ông bị Đức Quốc Xã bắt giữ vào năm 1940 và bị đưa sang Đức làm nô lệ. Ngày 4 tháng 4 năm 1940, Stanisław Grzesiuk bị đưa đến trại tập trung Dachau sau một nỗ lực trốn thoát không thành. Sau đó, ông bị chuyển đến trại tập trung Mauthausen và ở đó gần 5 năm cho đến khi Lục quân Hoa Kỳ giải phóng trại.
Được giải phóng ngày 5 tháng 5 năm 1945, Stanisław Grzesiuk trở về Ba Lan. Dù sống sót sau thảm sát Holocaust nhưng sức khỏe của ông không trở lại như trước. Ông mắc bệnh lao nặng và cuối cùng qua đời vì căn bệnh này.
Sau chiến tranh, Stanisław Grzesiuk bắt đầu ghi lại những trải nghiệm trước chiến tranh và trong thời chiến của mình. Năm 1958, ông ra mắt với Pięć lat kacetu (Five Years in Concentration Camps), đây là một tác phẩm nổi bật kể về thời gian ông ở trong các trại tập trung của Đức Quốc Xã trong chiến tranh. Năm 1959, ông xuất bản Boso, ale w ostrogach (Barefoot but with spurs), mô tả cuộc sống trước chiến tranh tại Czerniaków, một trong những quận đầy màu sắc nhất của Warsaw. Sau khi cuốn sách ra mắt, Stanisław Grzesiuk được xem là một biên niên sử gia về cuộc sống ở Warsaw trước chiến tranh với nhiều bản ballad đường phố. Ông trở thành một ca sĩ nổi tiếng lúc bấy giờ và đóng vai trò nổi bật trong nhiều nhóm nhạc truyền thống ở Warsaw. Ông đã thử sức với các công việc nhạc sĩ, ca sĩ và nhạc công banjo.

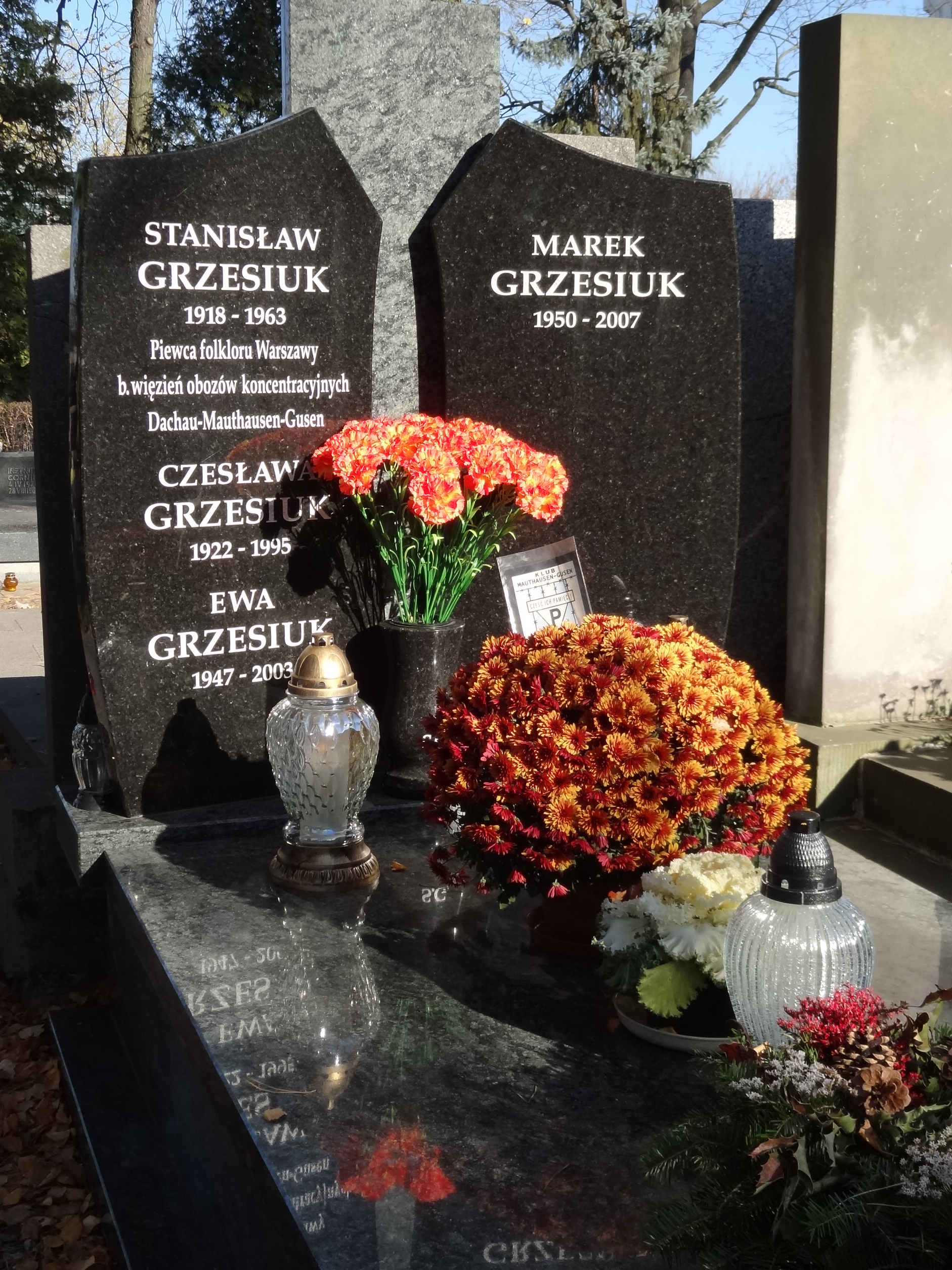
Ngôi mộ của Stanisław Grzesiuk đã được tân trang lại ở Warsaw vào một ngày trước Ngày Các Thánh năm 2021

Trong thập niên 1960, Stanisław Grzesiuk viết một tiểu thuyết khác có tên Na marginesie życia (On the Margin of Life)), kể về cuộc đấu tranh của ông chống lại bệnh lao và đề cập đến các dịch vụ phúc lợi sau chiến tranh ở Ba Lan. Ông mất ngày 21 tháng 1 năm 1963 tại Warsaw. Cuốn sách cuối cùng của ông đã được xuất bản vào năm 1964.